# Вулиця Соняшникова (Львів)
Ву́лиця Со́няшникова — вулиця в Сихівському районі Львова, місцевість Сихів. Сполучає вулицю Садибну з вулицею Сихівською.
Прилучаються вулиці Гетьмана Полуботка та Лірницька.

## Історія
Вулиця виникла у 1962 р. під назвою Киргизька, на честь Киргизької РСР. У 1993 р. вулиця отримала сучасну назву Соняшникова.

## Забудова
Забудова — одноповерхова садибна 1950-х рр., 9-поверхова 1980-х—1990-х рр. та 5-поверхова 2000-х рр., нові індивідуальні забудови.